# Anna Karenina. Istorija Vronskogo
Anna Karenina. Istorija Vronskogo (russisk: Анна Каренина. История Вронского) er en russisk spillefilm fra 2017 af Karen Sjakhnazarov.

## Medvirkende
- Jelizaveta Boyarskaja som Anna Karenina
- Maksim Matvejev som Vronskij
- Kirill Grebensjjikov som Sergej Karenin
- Vitalij Kisjjenko som Karenin
- Vladimir Ilin